# Atlanta Hawks 2004-2005
La stagione 2004-05 degli Atlanta Hawks fu la 56ª nella NBA per la franchigia.
Gli Atlanta Hawks arrivarono quinti nella Southeast Division della Eastern Conference con un record di 13-69, non qualificandosi per i play-off.

## Roster
| N° | Naz.                   | Ruolo | Sportivo         | Anno | Alt. | Peso |
| -- | ---------------------- | ----- | ---------------- | ---- | ---- | ---- |
| 00 | Stati Uniti (bandiera) | G     | Tony Delk        | 1974 | 185  | 86   |
| 0  | Stati Uniti (bandiera) | A     | James Thomas     | 1980 | 203  | 107  |
| 1  | Stati Uniti (bandiera) | GA    | Josh Childress   | 1983 | 203  | 95   |
| 2  | Stati Uniti (bandiera) | G     | Anthony Miller   | 1971 | 206  | 102  |
| 3  | Stati Uniti (bandiera) | A     | Al Harrington    | 1980 | 206  | 104  |
| 5  | Stati Uniti (bandiera) | A     | Josh Smith       | 1985 | 206  | 102  |
| 7  | Stati Uniti (bandiera) | A     | Tom Gugliotta    | 1969 | 208  | 109  |
| 8  | Stati Uniti (bandiera) | A     | Antoine Walker   | 1976 | 203  | 102  |
| 10 | Stati Uniti (bandiera) | G     | Tyronn Lue       | 1977 | 183  | 79   |
| 12 | Stati Uniti (bandiera) | G     | Kenny Anderson   | 1970 | 183  | 76   |
| 13 | Francia (bandiera)     | AC    | Boris Diaw       | 1982 | 203  | 98   |
| 14 | Montenegro (bandiera)  | C     | Predrag Drobnjak | 1975 | 211  | 122  |
| 15 | Stati Uniti (bandiera) | GA    | Donta Smith      | 1983 | 201  | 98   |
| 20 | Stati Uniti (bandiera) | G     | Jon Barry        | 1969 | 193  | 88   |
| 34 | Stati Uniti (bandiera) | C     | Jelani McCoy     | 1977 | 208  | 111  |
| 36 | Stati Uniti (bandiera) | G     | Royal Ivey       | 1981 | 191  | 91   |
| 40 | Stati Uniti (bandiera) | C     | Jason Collier    | 1977 | 213  | 118  |
| 42 | Stati Uniti (bandiera) | AC    | Kevin Willis     | 1962 | 213  | 100  |
| 44 | Stati Uniti (bandiera) | C     | Michael Stewart  | 1975 | 208  | 104  |
| 54 | Stati Uniti (bandiera) | AC    | Obinna Ekezie    | 1975 | 206  | 122  |

## Staff tecnico
- Allenatore: Mike Woodson
- Vice-allenatori: Herb Brown, David Fizdale, Bob Bender, Greg Ballard, Larry Drew